# Галь Ричи
Галь Ричи (англ. Gal Ritchie; род. 3 мая 2001) — британская порноактриса.

## Карьера
Выросшая в небольшой деревне на юге Лондона, она работала в сфере технологий и была доминатрикс.
Летом 2023 года переехала из Великобритании в Лос-Анджелес, чтобы заняться порноиндустрией. Она снялась в своей первой сцене для Team Skeet с Чарльзом Дерой.
В 2025 году она получила свое первое признание, выиграв награду как лучший новый исполнитель на премиях AVN и XMA.

## Награды и номинации
| Год  | Награда    | Результат | Категория                | Работа |
| ---- | ---------- | --------- | ------------------------ | ------ |
| 2025 | AVN Awards | Победа    | Лучшая новая старлетка   | н/д    |
| 2025 | XBIZ Award | Победа    | Лучший новый исполнитель | н/д    |